# Wystrzał (film)
Wystrzał – polski film psychologiczny z 1965 roku na podstawie opowiadania Aleksandra Puszkina.

## Obsada
- Ignacy Gogolewski jako Sylvio/hrabia
- Iwa Młodnicka jako Masza
- Andrzej Żarnecki – porucznik jako narrator
- Henryk Bąk jako oficer
- Bogusz Bilewski jako oficer
- Tadeusz Cygler jako wodzirej na balu
- Igor Śmiałowski jako Michał